# Lepidocordia punctata
Lepidocordia punctata är en strävbladig växtart som beskrevs av Adolpho Ducke. Lepidocordia punctata ingår i släktet Lepidocordia och familjen strävbladiga växter. Inga underarter finns listade i Catalogue of Life.